# Lampung
Lampung er en provins i Indonesien, beliggende på den sydligste del af øen Sumatra. Provinsen har et areal på 35.376 km2 og er beboet af ca. 6.731.000 indbyggere. Hovedstaden og den største by er Bandar Lampung. Den berømte vulkanø Krakatoa tilhører provinsen.
Lampung grænser mod nordvest op til provinserne Bengkulu og Sydsumatra.